# Natasha Lako
Natasha Lako, född 1948 i Korça i Albanien, är en albansk poet. Lako tillhör landets första generation av kvinnliga författare. Hon ha blivit en förebild för flera generationer av kvinnliga författare i Albanien. Hon har även arbetat med filmstudion New Albania i Tirana.
Hon har publicerat följande böcker i poetik:
- "Stinët e jetës", i Tirana 1977.
- "Marsi brenda nesh", i Tirana 1979.
- "E para fjalë botës", i Tirana 1979.
- "Këmisha e Pranverës", i Pristina 1984.
- "Yllësia e fjalëve", i Tirana 1986.
- "Natyrë e qetë", i Tirana 1990.
- "Thesi me pëllumba", i Tirana 1995.